# Ptujsko jezero
Ptújsko jézero je s 346 hektari največje slovensko umetno jezero na Dravi pri Ptuju. Nastalo je z zajezitvijo reke Drave pod Ptujem (1978). Služi kot akumulacija za hidrocentralo Formin pa tudi kot rekreacijska površina za veslanje, jadranje in deskanje ter ribištvo.
Jezero je dolgo 7,3 km, v najširšem delu je široko 1,2 km in globina jezera je 12 m. Volumen jezera je 20 milijonov m³.
Jezerska voda se v Markovcih loči: 
- en del odteka po dovodnem kanalu do hidroelektrarne na Forminu.
- drugi del pa ponovno steče po starem v strugi Drave.

Na jezeru sta dva otoka, kjer gnezdijo ptice. Jezero je bogato z ribami.
Najbolj podobno Ptujskemu jezeru je Ormoško jezero, ki je tudi eno od večjih akumulacijskih umetnih jezer v Sloveniji.